# ATP-toernooi van München
Het ATP-toernooi van München is een jaarlijks terugkerend tennistoernooi voor mannen dat in het Duitse München wordt gehouden. De officiële naam van het toernooi is de BMW Open. De Beierse auto- en motorfabrikant BMW is sinds 1990 de titelsponsor van het toernooi. Het toernooi bestaat sinds 1900. De ondergrond is gravel en het toernooi valt vanaf 2025 in de categorie "ATP World Tour 500".
Door een herstructurering van de ATP-tour is het aantal ATP Tour 500 toernooien vanaf 2025 uitgebreid van 13 naar 16, door de samenvoeging van telkens twee ATP Tour 250 toernooien. De licentiehouder van het toernooi van München, de Münchener Tennis- und Turnierclubs Iphitos heeft samen met de licentiehouder van het ATP-toernooi van Lyon, de Champ Events Werbe- und Handelsgesellschaft mbH van Florian Leitgeb, een gezamenlijk bid ingediend om het ATP-toernooi van München te upgraden naar een ATP Tour 500 toernooi, dat is toegewezen door de ATP. Dit betekende het einde voor het toernooi van Lyon na de editie van 2024. De nieuwe ATP Tour 500 licentie is in handen van het in november 2023 opgerichte bedrijf ATP 500 Munich GmbH & Co. KG, dat voor 66,67% in handen is van Iphitos Sportveranstaltungs GmbH en voor 33,33% in handen van Florian Leitgeb Beteiligung GmbH.

## Finales

### Enkelspel
| Jaar              | Datum            | Naam                          | Categorie      | ($/€)         | Deeln.        | Ondergrond     | Winnaar                                | Runner-up                              | Uitslag                                |                                        |
| ----------------- | ---------------- | ----------------------------- | -------------- | ------------- | ------------- | -------------- | -------------------------------------- | -------------------------------------- | -------------------------------------- | -------------------------------------- |
| 1929              |                  |                               |                |               |               | Gravel, buiten | Alberto Del Bono                       | Erik Worm                              | 6-4, 6-4                               |                                        |
| 1930              |                  |                               |                |               |               | Gravel, buiten | Emmanuel du Plaix                      | Richard Bell                           | 2-6, 6-3, 3-6, 6-2, 6-4                |                                        |
| 1931              |                  |                               |                |               |               | Gravel, buiten | Heitarō Satō                           | Enrique Maier                          | 7-5, 4-6, 7-5, 6-1                     |                                        |
| 1932              |                  |                               |                |               |               | Gravel, buiten | Heinz Remmert                          | William Breese                         | 6-1, 3-6, 6-3, 8-6                     |                                        |
| 1933              |                  |                               |                |               |               | Gravel, buiten |                                        |                                        |                                        |                                        |
| 1934              |                  |                               |                |               |               | Gravel, buiten |                                        |                                        |                                        |                                        |
| 1935              |                  |                               |                |               |               | Gravel, buiten | Heinz Tüscher                          | Eberhard Nourney                       | 4-6, 6-2, 8-6                          |                                        |
| 1936              |                  |                               |                |               |               | Gravel, buiten | Alfred Gerstl                          | Rolf Goepfert                          | 6-4, 6-3                               |                                        |
| 1937              |                  |                               |                |               |               | Gravel, buiten | Georg von Metaxa                       |                                        |                                        |                                        |
| 1938              |                  |                               |                |               |               | Gravel, buiten |                                        |                                        |                                        |                                        |
| 1939              |                  |                               |                |               |               | Gravel, buiten | Henner Henkel                          | Engelbert Koch                         | 6-4, 6-4, 6-2                          |                                        |
| 1940-1945         | 1940-1945        | Geen toernooi                 | Geen toernooi  | Geen toernooi | Geen toernooi | Geen toernooi  | Geen toernooi                          | Geen toernooi                          | Geen toernooi                          | Geen toernooi                          |
| 1946              |                  |                               |                |               |               | Gravel, buiten | Gottfried von Cramm (1)                | Roderich Menzel                        | 6-3, 6-0, 6-3                          |                                        |
| 1947              |                  |                               |                |               |               | Gravel, buiten | Roderich Menzel                        | Gottfried von Cramm                    | 6-2, 6-4, 6-2                          |                                        |
| 1948              |                  |                               |                |               |               | Gravel, buiten | Helmuth Gulcz                          | Willi Stingl                           | 7-5, opg.                              |                                        |
| 1949              |                  |                               |                |               |               | Gravel, buiten | Gottfried von Cramm (2)                | Ernst Buchholz                         | 3-6, 7-5, 6-1, 6-0                     |                                        |
| 1950              |                  |                               |                |               |               | Gravel, buiten | Gottfried von Cramm (3)                | Jan Dostál                             | 6-4, 6-4, 6-1                          |                                        |
| 1951              |                  |                               |                |               |               | Gravel, buiten | Rolando Del Bello                      | Roderich Menzel                        | 6-2, 1-6, 7-5, 6-2                     |                                        |
| 1952              | Geen toernooi    | Geen toernooi                 | Geen toernooi  | Geen toernooi | Geen toernooi | Geen toernooi  | Geen toernooi                          | Geen toernooi                          | Geen toernooi                          | Geen toernooi                          |
| 1953              |                  |                               |                |               |               | Gravel, buiten | Jaroslav Drobný                        | Armando Vieira                         | 6-3, 6-1, 6-3                          |                                        |
| 1954              |                  |                               |                |               |               | Gravel, buiten | Budge Patty (1)                        | Hugh Stewart                           | 6-4, 6-2, 6-4                          |                                        |
| 1955              |                  |                               |                |               |               | Gravel, buiten | Budge Patty (2)                        | Art Larsen                             | 6-3, 6-3, 6-3                          |                                        |
| 1956              |                  |                               |                |               |               | Gravel, buiten | Budge Patty (3)                        | Lew Hoad                               | 1-6, 0-6, 6-2, 7-5, 6-4                |                                        |
| 1957              |                  |                               |                |               |               | Gravel, buiten | Mervyn Rose                            | Budge Patty                            | 5-7, 12-10, 5-7, 6-2, 6-4              |                                        |
| 1958              |                  |                               |                |               |               | Gravel, buiten | Orlando Sirola                         | Luis Ayala                             | 3-6, 7-5, 1-6, 11-9, 6-4               |                                        |
| 1959              |                  |                               |                |               |               | Gravel, buiten | Bob Hewitt (1)                         | Pierre Darmon                          | 6-3, 6-3, 8-6                          |                                        |
| 1960              |                  |                               |                |               |               | Gravel, buiten | Don Candy                              | Jan-Erik Lundqvist                     | 5-7, 6-3, 6-0, 3-6, 6-2                |                                        |
| 1961              |                  |                               |                |               |               | Gravel, buiten | Roy Emerson                            | Bob Hewitt                             | 6-2, 6-3, 6-2                          |                                        |
| 1962              |                  |                               |                |               |               | Gravel, buiten | Edison Mandarino                       | Manuel Santana                         | 1-6, 6-3, 6-2, 6-4                     |                                        |
| 1963              |                  |                               |                |               |               | Gravel, buiten | Patricio Rodríguez                     | Nikola Pilić                           | 1-6, 4-6, 7-5, 9-7, 6-2                |                                        |
| 1964              |                  |                               |                |               |               | Gravel, buiten | Manuel Santana                         | Bob Hewitt                             | 6-2, 6-3, 11-9                         |                                        |
| 1965              |                  |                               |                |               |               | Gravel, buiten | Christian Kuhnke                       | Ingo Buding                            | 6-4, 6-1, 6-3                          |                                        |
| 1966              |                  |                               |                |               |               | Gravel, buiten | István Gulyás                          | Wilhelm Bungert                        | 6-4, 4-6, 8-6, 9-7                     |                                        |
| 1967              |                  |                               |                |               |               | Gravel, buiten | Martin Mulligan (1)                    | Wilhelm Bungert                        | 6-4, 3-6, 6-4, 6-4                     |                                        |
| 1968              |                  |                               |                |               |               | Gravel, buiten | Martin Mulligan (2)                    | Ion Țiriac                             | 6-3, 3-6, 7-5, 6-3                     |                                        |
| ↓ open tijdperk ↓ |                  |                               |                |               |               |                |                                        |                                        |                                        |                                        |
| 1969              |                  |                               |                |               |               | Gravel, buiten | Bob Hewitt (2)                         | Christian Kuhnke                       | 6-4, 3-6, 6-2, 6-2                     |                                        |
| 1970              |                  |                               |                |               |               | Gravel, buiten | Ion Țiriac                             | Nikola Pilić                           | 2-6, 9-7, 6-3, 6-4                     |                                        |
| 1971              |                  |                               |                |               |               | Gravel, buiten | Juan Gisbert                           | Peter Szöke                            | 6-2, 6-4, 6-4                          |                                        |
| 1972              |                  | Geen toernooi                 | Geen toernooi  | Geen toernooi | Geen toernooi | Geen toernooi  | Geen toernooi                          | Geen toernooi                          | Geen toernooi                          | Geen toernooi                          |
| 1973              |                  |                               |                |               |               | Gravel, buiten | Sandy meier                            | Harald Elschenbroich                   | 6-4, 6-3, 6-3                          |                                        |
| 1974              | 13 - 19 mei      | Bavarian Tennis Championships | Group C        | $ 25.000      | 32            | Gravel, buiten | Jürgen Fassbender                      | François Jauffret                      | 6-2, 5-7, 6-1, 6-4                     |                                        |
| 1975              | 7 - 11 mei       | Bavarian Tennis Championships | Group B        |               | 32            | Gravel, buiten | Guillermo Vilas (1)                    | Karl Meiler                            | 2-6, 6-0, 6-2, 6-3                     |                                        |
| 1976              | 4 - 9 mei        | Romika Cup                    | Two Star       | $ 50.000      | 32            | Gravel, buiten | Manuel Orantes (1)                     | Karl Meiler                            | 6-1, 6-4, 6-1                          |                                        |
| 1977              | 26 april - 1 mei | Romika Cup                    | Two Star       | $ 75.000      | 32            | Gravel, buiten | Željko Franulović                      | Víctor Pecci Sr.                       | 6-1, 6-1, 6-7, 7-5                     |                                        |
| 1978              | 23 - 28 mei      | Romika Cup                    | Regular Series | $ 75.000      | 32            | Gravel, buiten | Guillermo Vilas (2)                    | Buster Mottram                         | 6-1, 6-3, 6-3                          |                                        |
| 1979              | 22 - 27 mei      | Romika Cup                    | Regular Series | $ 75.000      | 32            | Gravel, buiten | Manuel Orantes (2)                     | Wojtek Fibak                           | 6-3, 6-2, 6-4                          |                                        |
| 1980              | 20 - 25 mei      | Bavarian Tennis Championships | Regular Series | $ 75.000      | 32            | Gravel, buiten | Rolf Gehring                           | Christophe Freyss                      | 6-2, 0-6, 6-2, 6-2                     |                                        |
| 1981              | 18 - 24 mei      | Bavarian Tennis Championships | Regular Series | $ 75.000      | 32            | Gravel, buiten | Chris Lewis                            | Christophe Roger-Vasselin              | 4-6, 6-2, 2-6, 6-1, 6-1                |                                        |
| 1982              | 17 - 23 mei      | Bavarian Tennis Championships | Regular Series | $ 75.000      | 32            | Gravel, buiten | Gene meier                             | Peter Elter                            | 3-6, 6-3, 6-2, 6-1                     |                                        |
| 1983              | 16 - 22 mei      | Bavarian Tennis Championships | Regular Series | $ 75.000      | 32            | Gravel, buiten | Tomáš Šmíd                             | Joakim Nyström                         | 6-0, 6-3, 4-6, 2-6, 7-5                |                                        |
| 1984              | 14 - 20 mei      | Bavarian Tennis Championships | Regular Series | $ 75.000      | 32            | Gravel, buiten | Libor Pimek                            | Gene meier                             | 6-4, 4-6, 7-6, 6-4                     |                                        |
| 1985              | 6 - 12 mei       | Bavarian Tennis Championships | Regular Series | $ 100.000     | 32            | Gravel, buiten | Joakim Nyström                         | Hans Schwaier                          | 6-1, 6-0                               |                                        |
| 1986              | 5 - 12 mei       | Bavarian Tennis Championships | Regular Series |               | 32            | Gravel, buiten | Emilio Sánchez                         | Ricki Osterthun                        | 6-1, 6-3                               |                                        |
| 1987              | 4 - 11 mei       | Bavarian Tennis Championships | Regular Series | $ 150.000     | 32            | Gravel, buiten | Guillermo Pérez Roldán (1)             | Marián Vajda                           | 6-3, 7-6                               |                                        |
| 1988              | 2 - 8 mei        | Bavarian Tennis Championships | Regular Series |               | 48            | Gravel, buiten | Guillermo Pérez Roldán (2)             | Jonas Svensson                         | 7-5, 6-3                               |                                        |
| 1989              | 1 - 7 mei        | Bavarian Tennis Championships | Regular Series |               | 48            | Gravel, buiten | Andrej Tsjesnokov                      | Martin Strelba                         | 5-7, 7-6, 6-2                          | details                                |
| 1990              | 30 april - 6 mei | BMW Open                      | World Series   | $ 225.000     | 32            | Gravel, buiten | Karel Nováček                          | Thomas Muster                          | 6-4, 6-2                               | details                                |
| 1991              | 29 april - 5 mei | BMW Open                      | World Series   | $ 225.000     | 32            | Gravel, buiten | Magnus Gustafsson                      | Guillermo Pérez Roldán                 | 3-6, 6-3, 4-3, opgave                  | details                                |
| 1992              | 27 april - 3 mei | BMW Open                      | World Series   | $ 275.000     | 32            | Gravel, buiten | Magnus Larsson                         | Petr Korda                             | 6-4, 4-6, 6-1                          | details                                |
| 1993              | 26 april - 2 mei | BMW Open                      | World Series   | $ 275.000     | 32            | Gravel, buiten | Ivan Lendl                             | Michael Stich                          | 7-6(2), 6-3                            | details                                |
| 1994              | 25 april - 1 mei | BMW Open                      | World Series   | $ 400.000     | 32            | Gravel, buiten | Michael Stich                          | Petr Korda                             | 6-2, 2-6, 6-3                          | details                                |
| 1995              | 1 - 7 mei        | BMW Open                      | World Series   | $ 400.000     | 32            | Gravel, buiten | Wayne Ferreira                         | Michael Stich                          | 7-5, 7-6(6)                            | details                                |
| 1996              | 29 april - 5 mei | BMW Open                      | World Series   | $ 400.000     | 32            | Gravel, buiten | Slava Doseděl                          | Carlos Moyà                            | 6-4, 4-6, 6-3                          | details                                |
| 1997              | 28 april - 4 mei | BMW Open                      | World Series   | $ 400.000     | 32            | Gravel, buiten | Mark Philippoussis                     | Àlex Corretja                          | 7-6(3), 1-6, 6-4                       | details                                |
| 1998              | 27 april - 3 mei | BMW Open                      | Int. Series    | $ 500.000     | 32H/32Q       | Gravel, buiten | Thomas Enqvist                         | Andre Agassi                           | 6-7(4), 7-6(6), 6-4                    | details                                |
| 1999              | 26 april - 2 mei | BMW Open                      | Int. Series    | $ 500.000     | 32H/32Q       | Gravel, buiten | Franco Squillari (1)                   | Andrei Pavel                           | 6-4, 6-3                               | details                                |
| 2000              | 1 - 7 mei        | BMW Open                      | Int. Series    | $ 375.000     | 32H/32Q       | Gravel, buiten | Franco Squillari (2)                   | Tommy Haas                             | 6-4, 6-4                               | details                                |
| 2001              | 30 april - 6 mei | BMW Open                      | Int. Series    | $ 375.000     | 32H/32Q       | Gravel, buiten | Jiří Novák                             | Anthony Dupuis                         | 6-4, 7-5                               | details                                |
| 2002              | 29 april - 5 mei | BMW Open                      | Int. Series    | $ 356.000     | 32H/32Q       | Gravel, buiten | Younes El Aynaoui                      | Rainer Schüttler                       | 6-4, 6-4                               | details                                |
| 2003              | 28 april - 4 mei | BMW Open by Credit Suisse     | Int. Series    | $ 355.000     | 32H/32Q       | Gravel, buiten | Roger Federer                          | Jarkko Nieminen                        | 6-1, 6-4                               | details                                |
| 2004              | 26 april - 2 mei | BMW Open by Credit Suisse     | Int. Series    | € 351.000     | 32H/32Q       | Gravel, buiten | Nikolaj Davydenko (1)                  | Martin Verkerk                         | 6-4, 7-5                               | details                                |
| 2005              | 25 april - 1 mei | BMW Open by Credit Suisse     | Int. Series    | € 302.000     | 32H/32Q       | Gravel, buiten | David Nalbandian                       | Andrei Pavel                           | 6-4, 6-1                               | details                                |
| 2006              | 1 - 7 mei        | BMW Open by FWU AG            | Int. Series    | € 302.000     | 32H/32Q       | Gravel, buiten | Olivier Rochus                         | Kristof Vliegen                        | 6-4, 6-2                               | details                                |
| 2007              | 30 april - 6 mei | BMW Open by FWU AG            | Int. Series    | € 416.000     | 32H/32Q       | Gravel, buiten | Philipp Kohlschreiber (1)              | Michail Joezjny                        | 2-6, 6-3, 6-4                          | details                                |
| 2008              | 28 april - 4 mei | BMW Open by FWU AG            | Int. Series    | € 349.000     | 32H/32Q       | Gravel, buiten | Fernando González                      | Simone Bolelli                         | 7-6(4), 6-7(4), 6-3                    | details                                |
| 2009              | 4 - 10 mei       | BMW Open by FWU AG            | ATP 250        | € 450.000     | 32H/32Q       | Gravel, buiten | Tomáš Berdych                          | Michail Joezjny                        | 6-4, 4-6, 7-6(5)                       | details                                |
| 2010              | 3 - 9 mei        | BMW Open by FWU RETAKAFUL     | ATP 250        | € 450.000     | 32H/32Q       | Gravel, buiten | Michail Joezjny                        | Marin Čilić                            | 6-3, 4-6, 6-4                          | details                                |
| 2011              | 25 april - 1 mei | BMW Open by FWU Takaful       | ATP 250        | € 398.250     | 32H/32Q       | Gravel, buiten | Nikolaj Davydenko (2)                  | Florian meier                          | 6-3, 3-6, 6-1                          | details                                |
| 2012              | 30 april - 5 mei | BMW Open by Atlanticlux       | ATP 250        | € 398.250     | 28H/32Q       | Gravel, buiten | Philipp Kohlschreiber (2)              | Marin Čilić                            | 7-6(8), 6-3                            | details                                |
| 2013              | 29 april - 5 mei | BMW Open                      | ATP 250        | € 410.200     | 28H/32Q       | Gravel, buiten | Tommy Haas                             | Philipp Kohlschreiber                  | 6-3, 7-6(3)                            | details                                |
| 2014              | 28 april - 4 mei | BMW Open by FWU AG            | ATP 250        | € 426.605     | 28H/32Q       | Gravel, buiten | Martin Kližan                          | Fabio Fognini                          | 2-6, 6-1, 6-2                          | details                                |
| 2015              | 27 april - 3 mei | BMW Open by FWU AG            | ATP 250        | € 439.405     | 28H/32Q       | Gravel, buiten | Andy Murray                            | Philipp Kohlschreiber                  | 7-6(4), 5-7, 7-6(4)                    | details                                |
| 2016              | 25 april - 1 mei | BMW Open by FWU AG            | ATP 250        | € 463.520     | 28H/16Q       | Gravel, buiten | Philipp Kohlschreiber (3)              | Dominic Thiem                          | 7-6(7), 4-6, 7-6(4)                    | details                                |
| 2017              | 1 - 7 mei        | BMW Open by FWU AG            | ATP 250        | € 482.060     | 28H/16Q       | Gravel, buiten | Alexander Zverev (1)                   | Guido Pella                            | 6-4, 6-3                               | details                                |
| 2018              | 30 april - 6 mei | BMW Open by FWU AG            | ATP 250        | € 501.345     | 28H/16Q       | Gravel, buiten | Alexander Zverev (2)                   | Philipp Kohlschreiber                  | 6-3, 6-3                               | details                                |
| 2019              | 29 april - 5 mei | BMW Open by FWU AG            | ATP 250        | € 524.340     | 28H/16Q       | Gravel, buiten | Christian Garín                        | Matteo Berrettini                      | 6-1, 3-6, 7-6(1)                       | details                                |
| 2020              | 27 april - 3 mei | BMW Open by FWU AG            | ATP 250        | € 542.695     | 28H/16Q       | Gravel, buiten | Geen toernooi wegens de coronapandemie | Geen toernooi wegens de coronapandemie | Geen toernooi wegens de coronapandemie | Geen toernooi wegens de coronapandemie |
| 2021              | 26 april - 2 mei | BMW Open                      | ATP 250        | € 481.270     | 28H/16Q       | Gravel, buiten | Nikoloz Basilasjvili                   | Jan-Lennard Struff                     | 6-4, 7-6(5)                            | details                                |
| 2022              | 25 april - 1 mei | BMW Open by American Express  | ATP 250        | € 534.555     | 28H/16Q       | Gravel, buiten | Holger Rune (1)                        | Botic van de Zandschulp                | 3-4, opgave                            | details                                |
| 2023              | 16 - 23 april    | BMW Open by American Express  | ATP 250        | € 562.815     | 28H/16Q       | Gravel, buiten | Holger Rune (2)                        | Botic van de Zandschulp                | 6-4, 1-6, 7-6(3)                       | details                                |
| 2024              | 16 - 21 april    | BMW Open                      | ATP 250        | € 579.320     | 28H/16Q       | Gravel, buiten | Jan-Lennard Struff                     | Taylor Fritz                           | 7-5, 6-3                               | details                                |
| 2025              | 14 - 20 april    | BMW Open                      | ATP 500        | € 589.870     | 32H/16Q       | Gravel, buiten | Alexander Zverev (3)                   | Ben Shelton                            | 6-2, 6-4                               | details                                |

### Dubbelspel
| Jaar | Datum            | Naam                          | Categorie      | ($/€)     | Deeln.   | Ondergrond     | Winnaars                                  | Runners-up                                | Uitslag                                |                                        |
| ---- | ---------------- | ----------------------------- | -------------- | --------- | -------- | -------------- | ----------------------------------------- | ----------------------------------------- | -------------------------------------- | -------------------------------------- |
| 1974 | 13 - 19 mei      | Bavarian Tennis Championships | Group C        | $ 25.000  | 16 teams | Gravel, buiten | Antonio Muñoz Manuel Orantes (1)          | Jürgen Fassbender Hans-Jürgen Pohmann     | 2-6, 6-4, 7-6, 6-2                     |                                        |
| 1975 | 7 - 11 mei       | Bavarian Tennis Championships | Group B        |           | 16 teams | Gravel, buiten | Wojtek Fibak (1) Jan Kodeš                | Milan Holeček Karl Meiler                 | 7-5, 6-3                               |                                        |
| 1976 | 4 - 9 mei        | Romika Cup                    | Two Star       | $ 50.000  | 16 teams | Gravel, buiten | Juan Gisbert Manuel Orantes (2)           | Jürgen Fassbender Hans-Jürgen Pohmann     | 1-6, 6-3, 6-2, 2-3, opgave             |                                        |
| 1977 | 26 april - 1 mei | Romika Cup                    | Two Star       | $ 75.000  | 16 teams | Gravel, buiten | František Pala Balázs Taróczy (1)         | Nikola Špear John Whitlinger              | 6-3, 6-4                               |                                        |
| 1978 | 23 - 28 mei      | Romika Cup                    | Regular Series | $ 75.000  | 16 teams | Gravel, buiten | Ion Țiriac Guillermo Vilas                | Jürgen Fassbender Tom Okker               | 3-6, 6-4, 7-6                          |                                        |
| 1979 | 22 - 27 mei      | Romika Cup                    | Regular Series | $ 75.000  | 16 teams | Gravel, buiten | Wojtek Fibak (2) Tom Okker                | Jürgen Fassbender Jean-Louis Haillet      | 7-6, 7-5                               |                                        |
| 1980 | 20 - 25 mei      | Bavarian Tennis Championships | Regular Series | $ 75.000  | 16 teams | Gravel, buiten | Heinz Günthardt Bob Hewitt                | David Carter Chris Lewis                  | 7-6, 6-1                               |                                        |
| 1981 | 18 - 24 mei      | Bavarian Tennis Championships | Regular Series | $ 75.000  | 16 teams | Gravel, buiten | David Carter Paul Kronk                   | Eric Fromm Shlomo Glickstein              | 6-3, 6-4                               |                                        |
| 1982 | 17 - 23 mei      | Bavarian Tennis Championships | Regular Series | $ 75.000  | 16 teams | Gravel, buiten | Chip Hooper Mel Purcell                   | Tian Viljoen Danie Visser                 | 6-4, 7-6                               |                                        |
| 1983 | 16 - 22 mei      | Bavarian Tennis Championships | Regular Series | $ 75.000  | 16 teams | Gravel, buiten | Chris Lewis Pavel Složil                  | Anders Järryd Tomáš Šmíd                  | 6-4, 6-2                               |                                        |
| 1984 | 14 - 20 mei      | Bavarian Tennis Championships | Regular Series | $ 75.000  | 16 teams | Gravel, buiten | Boris Becker Wojtek Fibak (3)             | Eric Fromm Florin Segărceanu              | 6-4, 4-6, 6-1                          |                                        |
| 1985 | 6 - 12 mei       | Bavarian Tennis Championships | Regular Series | $ 100.000 | 16 teams | Gravel, buiten | Mark Edmondson Kim Warwick                | Sergio Casal Emilio Sánchez               | 4-6, 7-5, 7-5                          |                                        |
| 1986 | 5 - 12 mei       | Bavarian Tennis Championships | Regular Series |           | 16 teams | Gravel, buiten | Sergio Casal Emilio Sánchez               | Broderick Dyke Wally Masur                | 6-3, 4-6, 6-3                          |                                        |
| 1987 | 4 - 11 mei       | Bavarian Tennis Championships | Regular Series | $ 150.000 | 16 teams | Gravel, buiten | Jim Pugh (1) Blaine Willenborg            | Sergio Casal Emilio Sánchez               | 7-6, 4-6, 6-4                          |                                        |
| 1988 | 2 - 8 mei        | Bavarian Tennis Championships | Regular Series |           | 16 teams | Gravel, buiten | Rick Leach Jim Pugh (2)                   | Alberto Mancini Christian Miniussi        | 7-6, 6-1                               |                                        |
| 1989 | 1 - 7 mei        | Bavarian Tennis Championships | Regular Series |           | 16 teams | Gravel, buiten | Javier Sánchez Balázs Taróczy (2)         | Peter Doohan Laurie Warder                | 7-6, 6-3                               |                                        |
| 1990 | 30 april - 6 mei | BMW Open                      | World Series   | $ 225.000 | 16 teams | Gravel, buiten | Udo Riglewski Michael Stich               | Petr Korda Tomáš Šmíd                     | 6-1, 6-4                               | details                                |
| 1991 | 29 april - 5 mei | BMW Open                      | World Series   | $ 225.000 | 16 teams | Gravel, buiten | Patrick Galbraith Todd Witsken            | Anders Järryd Danie Visser                | 7-5, 6-4                               | details                                |
| 1992 | 27 april - 3 mei | BMW Open                      | World Series   | $ 275.000 | 16 teams | Gravel, buiten | David Adams (1) Menno Oosting             | Carl Limberger Tomas Anzari               | 3-6, 7-5, 6-3                          | details                                |
| 1993 | 26 april - 2 mei | BMW Open                      | World Series   | $ 275.000 | 16 teams | Gravel, buiten | Martin Damm Henrik Holm                   | Karel Nováček Carl-Uwe Steeb              | 6-0, 3-6, 7-5                          | details                                |
| 1994 | 25 april - 1 mei | BMW Open                      | World Series   | $ 400.000 | 16 teams | Gravel, buiten | Jevgeni Kafelnikov David Rikl             | Boris Becker Petr Korda                   | 7-6, 7-5                               | details                                |
| 1995 | 1 - 7 mei        | BMW Open                      | World Series   | $ 400.000 | 16 teams | Gravel, buiten | Trevor Kronemann David Macpherson         | Luis Lobo Javier Sánchez                  | 6-3, 6-4                               | details                                |
| 1996 | 29 april - 5 mei | BMW Open                      | World Series   | $ 400.000 | 16 teams | Gravel, buiten | Lan Bale Stephen Noteboom                 | Olivier Delaître Diego Nargiso            | 4-6, 7-6, 6-4                          | details                                |
| 1997 | 28 april - 4 mei | BMW Open                      | World Series   | $ 400.000 | 16 teams | Gravel, buiten | Pablo Albano Àlex Corretja                | Karsten Braasch Jens Knippschild          | 3-6, 7-5, 6-2                          | details                                |
| 1998 | 27 april - 3 mei | BMW Open                      | Int. Series    | $ 500.000 | 16 teams | Gravel, buiten | Todd Woodbridge Mark Woodforde            | Joshua Eagle Andrew Florent               | 6-0, 6-3                               | details                                |
| 1999 | 26 april - 2 mei | BMW Open                      | Int. Series    | $ 500.000 | 16 teams | Gravel, buiten | Daniel Orsanic Mariano Puerta             | Massimo Bertolini Cristian Brandi         | 7-6, 3-6, 7-6                          | details                                |
| 2000 | 1 - 7 mei        | BMW Open                      | Int. Series    | $ 375.000 | 16 teams | Gravel, buiten | David Adams (2) John-Laffnie de Jager     | Maks Mirni Nenad Zimonjić                 | 6-4, 6-4                               | details                                |
| 2001 | 30 april - 6 mei | BMW Open                      | Int. Series    | $ 375.000 | 16 teams | Gravel, buiten | Petr Luxa (1) Radek Štěpánek (1)          | Jaime Oncins Daniel Orsanic               | 5-7, 6-2, 7-6                          | details                                |
| 2002 | 29 april - 5 mei | BMW Open                      | Int. Series    | $ 356.000 | 16 teams | Gravel, buiten | Petr Luxa (2) Radek Štěpánek (2)          | Petr Pála Pavel Vízner                    | 6-0, 6-7, [11-9]                       | details                                |
| 2003 | 28 april - 4 mei | BMW Open by Credit Suisse     | Int. Series    | $ 355.000 | 16 teams | Gravel, buiten | Wayne Black Kevin Ullyett                 | Joshua Eagle Jared Palmer                 | 6-3, 7-5                               | details                                |
| 2004 | 26 april - 2 mei | BMW Open by Credit Suisse     | Int. Series    | € 351.000 | 16 teams | Gravel, buiten | James Blake Mark Merklein                 | Julian Knowle Nenad Zimonjić              | 6-2, 6-4                               | details                                |
| 2005 | 25 april - 1 mei | BMW Open by Credit Suisse     | Int. Series    | € 302.000 | 16 teams | Gravel, buiten | Mario Ančić Julian Knowle                 | Florian Mayer Alexander Waske             | 6-3, 1-6, 6-3                          | details                                |
| 2006 | 1 - 7 mei        | BMW Open by FWU AG            | Int. Series    | € 302.000 | 16 teams | Gravel, buiten | Andrei Pavel Alexander Waske              | Alexander Peya Björn Phau                 | 6-4, 6-2                               | details                                |
| 2007 | 30 april - 6 mei | BMW Open by FWU AG            | Int. Series    | € 416.000 | 16 teams | Gravel, buiten | Philipp Kohlschreiber Michail Joezjny     | Jan Hájek Jaroslav Levinský               | 6-1, 6-4                               | details                                |
| 2008 | 28 april - 4 mei | BMW Open by FWU AG            | Int. Series    | € 349.000 | 16 teams | Gravel, buiten | Michael Berrer Rainer Schüttler           | Scott Lipsky David Martin                 | 7-5, 3-6, [10-8]                       | details                                |
| 2009 | 4 - 10 mei       | BMW Open by FWU AG            | ATP 250        | € 450.000 | 16 teams | Gravel, buiten | Jan Hernych Ivo Minář                     | Ashley Fisher Jordan Kerr                 | 6-4, 6-4                               | details                                |
| 2010 | 3 - 9 mei        | BMW Open by FWU RETAKAFUL     | ATP 250        | € 450.000 | 16 teams | Gravel, buiten | Oliver Marach Santiago Ventura            | Eric Butorac Michael Kohlmann             | 5-7, 6-3, [16-14]                      | details                                |
| 2011 | 25 april - 1 mei | BMW Open by FWU Takaful       | ATP 250        | € 398.250 | 16 teams | Gravel, buiten | Simone Bolelli Horacio Zeballos           | Andreas Beck Christopher Kas              | 7-6(3), 6-4                            | details                                |
| 2012 | 30 april - 5 mei | BMW Open by Atlanticlux       | ATP 250        | € 398.250 | 16 teams | Gravel, buiten | František Čermák Filip Polášek            | Xavier Malisse Dick Norman                | 6-4, 7-5                               | details                                |
| 2013 | 29 april - 5 mei | BMW Open                      | ATP 250        | € 410.200 | 16 teams | Gravel, buiten | Jarkko Nieminen Dmitri Toersoenov         | Marcos Baghdatis Eric Butorac             | 6-1, 6-4                               | details                                |
| 2014 | 28 april - 4 mei | BMW Open by FWU AG            | ATP 250        | € 426.605 | 16 teams | Gravel, buiten | Jamie Murray John Peers (1)               | Colin Fleming Ross Hutchins               | 6-4, 6-2                               | details                                |
| 2015 | 27 april - 3 mei | BMW Open by FWU AG            | ATP 250        | € 439.405 | 16 teams | Gravel, buiten | Alexander Peya Bruno Soares               | Alexander Zverev Mischa Zverev            | 1-6, 6-1, [10-5]                       | details                                |
| 2016 | 25 april - 1 mei | BMW Open by FWU AG            | ATP 250        | € 463.520 | 16 teams | Gravel, buiten | Henri Kontinen John Peers (2)             | Juan Sebastián Cabal Robert Farah Maksoud | 6-3, 3-6, [10-7]                       | details                                |
| 2017 | 1 - 7 mei        | BMW Open by FWU AG            | ATP 250        | € 482.060 | 16 teams | Gravel, buiten | Juan Sebastián Cabal Robert Farah Maksoud | Jérémy Chardy Fabrice Martin              | 6-3, 6-3                               | details                                |
| 2018 | 30 april - 6 mei | BMW Open by FWU AG            | ATP 250        | € 501.345 | 16 teams | Gravel, buiten | Ivan Dodig Rajeev Ram                     | Nikola Mektić Alexander Peya              | 6-3, 7-5                               | details                                |
| 2019 | 29 april - 5 mei | BMW Open by FWU AG            | ATP 250        | € 524.340 | 16 teams | Gravel, buiten | Frederik Nielsen Tim Pütz                 | Marcelo Demoliner Divij Sharan            | 6-4, 6-2                               | details                                |
| 2020 | 27 april - 3 mei | BMW Open by FWU AG            | ATP 250        | € 542.695 | 16 teams | Gravel, buiten | Geen toernooi wegens de coronapandemie    | Geen toernooi wegens de coronapandemie    | Geen toernooi wegens de coronapandemie | Geen toernooi wegens de coronapandemie |
| 2021 | 26 april - 2 mei | BMW Open                      | ATP 250        | € 481.270 | 16 teams | Gravel, buiten | Wesley Koolhof Kevin Krawietz (1)         | Sander Gillé Joran Vliegen                | 4-6, 6-4, [10-5]                       | details                                |
| 2022 | 25 april - 1 mei | BMW Open by American Express  | ATP 250        | € 534.555 | 16 teams | Gravel, buiten | Kevin Krawietz (2) Andreas Mies           | Rafael Matos David Vega Hernández         | 4–6, 6–4, [10–7]                       | details                                |
| 2023 | 16 - 23 april    | BMW Open by American Express  | ATP 250        | € 562.815 | 16 teams | Gravel, buiten | Alexander Erler Lucas Miedler             | Kevin Krawietz Tim Pütz                   | 6-3, 6-4                               | details                                |
| 2024 | 14 - 21 april    | BMW Open                      | ATP 250        | € 579.320 | 16 teams | Gravel, buiten | Yuki Bhambri Albano Olivetti              | Andreas Mies Jan-Lennard Struff           | 7-6, 7-6                               | details                                |
| 2025 | 14 - 20 april    | BMW Open                      | ATP 500        | € 589.870 | 16H/4Q   | Gravel, buiten | André Göransson Sem Verbeek               | Kevin Krawietz Tim Pütz                   | 6-4, 6-4                               | details                                |

## Statistieken

### Meeste enkelspeltitels
| Aantal titels | Speler                 | Jaren            |
| ------------- | ---------------------- | ---------------- |
| 3             | Gottfried von Cramm    | 1946, 1949, 1950 |
| 3             | Budge Patty            | 1956, 1957, 1958 |
| 3             | Philipp Kohlschreiber  | 2007, 2012, 2016 |
| 3             | Alexander Zverev       | 2017, 2018, 2025 |
| 2             | Martin Mulligan        | 1967, 1968       |
| 2             | / Bob Hewitt           | 1959, 1969       |
| 2             | Guillermo Vilas        | 1975, 1978       |
| 2             | Manuel Orantes         | 1976, 1979       |
| 2             | Guillermo Pérez Roldán | 1987, 1988       |
| 2             | Franco Squillari       | 1999, 2000       |
| 2             | Nikolaj Davydenko      | 2004, 2011       |
| 2             | Holger Rune            | 2022, 2023       |

(Bijgewerkt t/m 2025)

### Meeste enkelspeltitels per land
| Aantal titels | Land                     |
| ------------- | ------------------------ |
| 15            | Duitsland                |
| 7             | Argentinië               |
| 6             | Argentinië               |
| 5             | Bondsrepubliek Duitsland |
| 5             | Spanje                   |
| 5             | Verenigde Staten         |
| 4             | Italië                   |
| 4             | Tsjechië                 |
| 4             | Zweden                   |
| 3             | Chili                    |
| 3             | Rusland                  |
| 3             | Tsjecho-Slowakije        |
| 2             | België                   |
| 2             | Denemarken               |
| 2             | Zuid-Afrika              |

(Bijgewerkt t/m 2025)

### Enkel- en dubbelspeltitel in hetzelfde jaar vanaf 1974
| Tennisser             | Jaar |
| --------------------- | ---- |
| Guillermo Vilas       | 1978 |
| Emilio Sánchez        | 1986 |
| Philipp Kohlschreiber | 2007 |

1949 · 1950 · 1951 · 1952 · 1953 · 1954 · 1955 · 1956 · 1957 · 1958 · 1959 · 1960 · 1961 · 1962 · 1963 · 1964 · 1965 · 1966 · 1967 · 1968 · 1969 · 1970 · 1971 · 1972 · 1973 · 1974 · 1975 · 1976 · 1977 · 1978 · 1979 · 1980 · 1981 · 1982 · 1983 · 1984 · 1985 · 1986 · 1987 · 1988 · 1989 · 1990 · 1991 · 1992 · 1993 · 1994 · 1995 · 1996 · 1997 · 1998 · 1999 · 2000 · 2001 · 2002 · 2003 · 2004 · 2005 · 2006 · 2007 · 2008 · 2009 · 2010 · 2011 · 2012 · 2013 · 2014 · 2015 · 2016 · 2017 · 2018 · 2019 · 2020 · 2021 · 2022 · 2023 · 2024 · 2025
 Bari (1984-1989) →  Genua (1990-1993) →
 Sankt Pölten (1994-2005) →  Pörtschach (2006-2008) →  Kitzbühel (2009) →  Nice (2010-2016) →  Lyon (2017-2024)
* Per 2025: samenvoeging licentie met de licentie van MTTC Iphitos ter opwaardering naar ATP 500
ITF-toernooien (mannen en vrouwen)

ATP-toernooien (mannen) – ATP-seizoen 2025

WTA-toernooien (vrouwen) – WTA-seizoen 2025

Voormalige toernooien mannen
Voormalige toernooien vrouwen
Voormalige amateurtoernooien